# Chrysopeleinae
Chrysopeleinae is een onderfamilie van vlinders uit de familie prachtmotten (Cosmopterigidae).

## Geslachten
- Afeda Hodges, 1978
- Ascalenia Wocke in Heinemann & Wocke, 1876
- Bifascia Amsel, 1961
- Bifascioides Kasy, 1968
- Calanesia Sinev, 1990
- Calycobathra Meyrick, 1891
- Chrysopeleia Chambers, 1874
- Eumenodora Meyrick, 1906
- Gisilia Kasy, 1968
- Ithome Chambers, 1875
- Leptozestis Meyrick, 1924
- Melanozestis Meyrick, 1930
- Nepotula Hodges, 1964
- Obithome Hodges, 1964
- Orthromicta Meyrick, 1897
- Perimede Chambers, 1874
- Periploca Braun, 1919
- Pristen Hodges, 1978
- Prochola Meyrick, 1915
- Siskiwitia Hodges, 1969
- Sorhagenia Spuler, 1910
- Stilbosis Clemens, 1860
- Synploca Hodges, 1964
- Trachydora Meyrick, 1897
- Walshia Clemens, 1864